# Villa Arnaga
La villa Arnaga  es una casona-villa de estilo neovasco de principios del siglo XX, con un parque-jardín botánico a su alrededor, situada en Cambo-les-Bains, departamento de Pirineos Atlánticos, Francia. Fue construida entre 1903 y 1906 por el escritor y dramaturgo Edmond Rostand, que residió en ella hasta su muerte, y actualmente alberga el «Musée Edmond Rostand» que está abierto al público todo el año.
Villa Arnaga fue objeto de una clasificación en el título de los monumentos históricos en 2016.

## Localización
Cambo-les-Bains es conocida por su suave clima y estación termal que permiten actividades para el tratamiento de diversas enfermedades. 
La comuna de Cambo-les-Bains se encuentra recorrida por el curso del río Nive, afluente del Adur. Al norte limita con Halsou, al oeste con Larressore, al sur con Itxassou, Louhossoa y Macaye, mientras que al este linda con la comuna de Hasparren.
Cabe así mismo destacar que se trata de una de las comunas productoras de la AOC Piment d'Espelette-Ezpeletako Biperra.
Lejos de la ciudad, hacia Larressore, se encuentra la "villa Arnaga".

## Historia

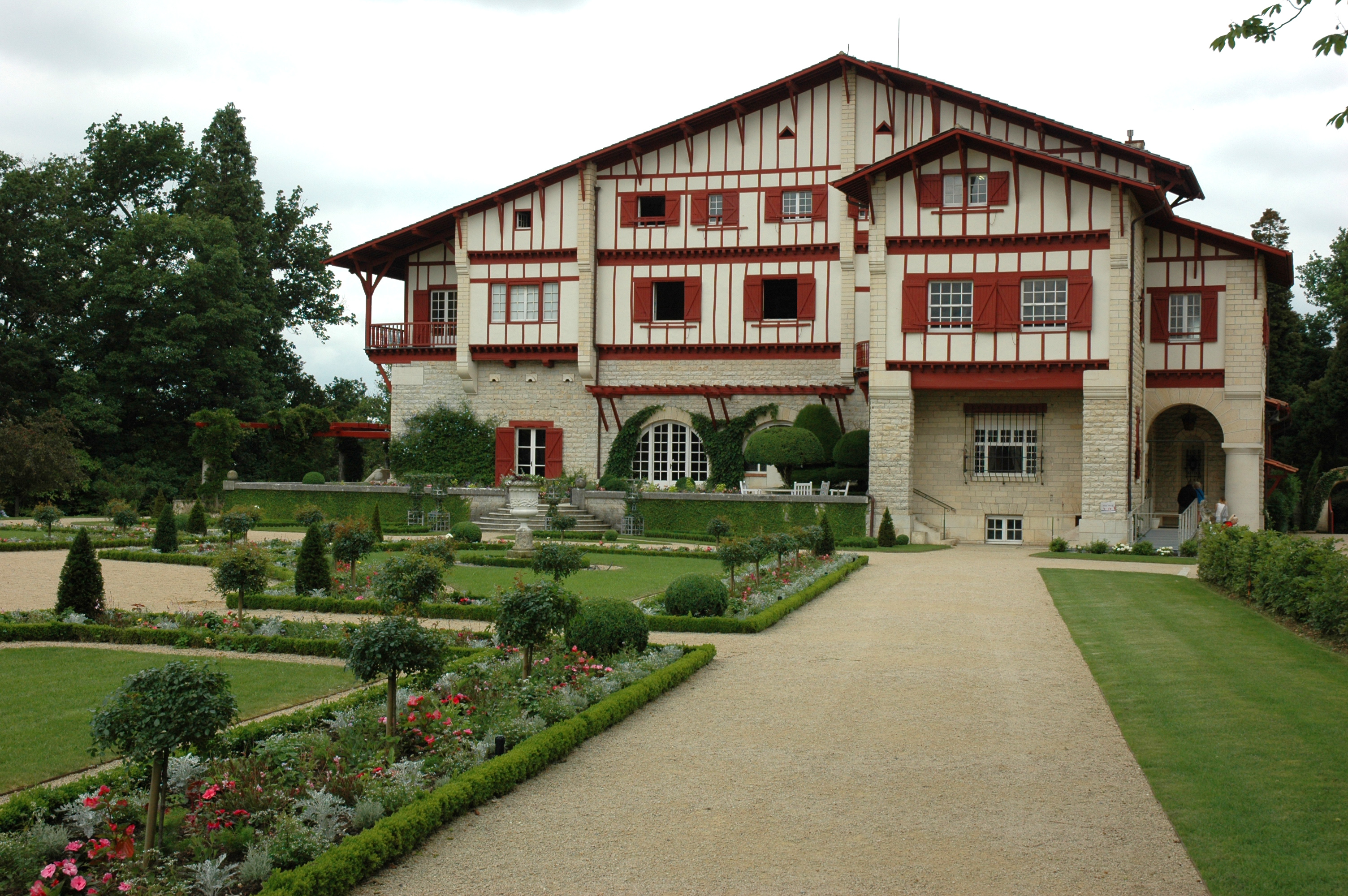
El edificio y los jardines de "Villa Arnaga".

Un museo está dedicado a Edmond Rostand, autor de Cyrano de Bergerac, en el palacete Villa Arnaga donde llegó a residir hasta 1918. 
Edmond Rostand llegó a Cambo en 1900 con el asesoramiento del doctor Grancher para recuperarse de una pleuresía contraída durante los ensayos de Aiglon. Fue rápidamente conquistado por el clima del País Vasco y de su buena vida, y decidió asentarse allí. Después de la compra de tierras cerca de la aldea, encargó al arquitecto parisino Joseph Albert Tournaire realizar los planos para una casa que se haría en estilo externamente vasco, concebido para el desarrollo en el interior de espacios confortables y soleados. El trabajo iniciado en 1903 continuó hasta 1906.
Se instaló un generador cerca de los establos que proporcionaba electricidad. Un sistema de calefacción de aire forzado garantizó el máximo confort en todas las estaciones. Edmond Rostand empleó a artistas de renombre para decorar las diferentes estancias. Así Henri Martin, Gaston Latouche, Jean Veber, Georges Delaw, Hélène Dufau y Caro Delvaille son autores de los retratos pintados en paneles con incrustaciones. 
Los jardines fueron diseñados y ensamblados, junto con la casa. Al este, el jardín francés, se organiza en torno a tres estanques, con el invernadero y el rincón de los Poetas. Una pérgola inspirada del palacio de Schönbrunn en Viena, que se refleja en un plano de agua, fue construida alrededor de 1912, parece cerrar la perspectiva sin limitar la mirada hacia la montaña, hacia el Ursuya y Baïgoura. Al oeste, el jardín Inglés deja en aparente libertad a la naturaleza. 
Rostand recibía aquí a sus huéspedes, incluyendo a actores como Sarah Bernhardt y Coquelin, desde el balcón superior declamando versos. A Anna de Noailles le encantaba leer y trabajar en el buró-biblioteca de estilo Primer Imperio, que abandonó Rostand.
Fue en esta villa donde falleció Isaac Albéniz, compositor español del siglo XIX.
Fue en Arnaga donde Rostand escribió su obra de teatro Chantecler.
Tras la muerte de Edmond Rostand, la Villa Arnaga fue vendida por la familia en 1922 a un contratista comercial. Su viuda, a su vez transfirió la propiedad en 1946 a un modisto parisino. 
En 1960, la finca fue comprada por la comuna de Cambo Les Bains, para instalar en ella el «Musée Edmond Rostand».
El actor Gérard Depardieu donó al museo su César recibido en 1992 por su interpretación en Cyrano de Bergerac que está presente en la biblioteca, cerrada por rejas decorativas obra debida a los grandes herreros artísticos parisinos de la época, los padres de Boris Vian.
La villa está clasificada como monument historique en 1995 y el jardín ostenta la etiqueta de jardin remarquable.
El 4 de mayo de 2018 se escenificó en este lugar la disolución de la banda terrorista ETA con la presencia de diversas personalidades políticas internacionales.

## Jardines
Los jardines de Villa Arnaga rodeada de un «  jardin à la française », basado en la simetría, se construye con materiales especiales minerales, la vegetación y el agua. Cuencas de agua rodeadas de flores de temporada, bancos de piedra, escaleras, estatuas y caminos de grava con azaleas, camelias, rhododendron, y avenidas de tejos, carpinos y bojes en topiarias. El camino pavimentado conduce desde la puerta principal a la entrada principal de la casa.  
En medio de las glicinias, una pequeña puerta invita a descubrir el « jardin à l'anglaise » en la parte de atrás, dominio romántico y secreto del poeta. La colina abajo conduce al arroyo Arraga cuyo nombre cambiando una letra sirve para denominar a la propiedad del molino Arnaga. El ceremonial de su gran rueda de madera, (propiedad ahora privada) era para perfeccionar la ilusión de la decoración de la casa de este escritor.  
Los elementos vegetales arbóreos se agrupan formando bosquetes de arces, castaños, abetos,  cedros, robles, tilos, carpes y hayas.